# Harley Knoles
Harley Knoles (Rotherham, 4 giugno 1880 – Londra, 6 gennaio 1936) è stato un regista, sceneggiatore e produttore cinematografico britannico.

## Biografia
Laureato a Cambridge, Harley Knoles cominciò la carriera cinematografica negli anni dieci facendo l'attore (interpretò il ruolo di Chefren in Cleopatra, un film con Helen Gardner) nel ruolo del titolo. Nel 1915, Knoles firma il suo primo film da regista e da sceneggiatore. Negli anni trenta lavorerà anche come produttore cinematografico.
Tra i suoi film, due violenti pamphlet anti bolscevichi: nel 1919 Bolshevism on Trial (tratto dal libro Comrades di Thomas Dixon e, nel 1920, The Great Shadow.
Sposato con l'attrice canadese Pinna Nesbit, lavorò insieme a lei negli Stati Uniti per case cinematografiche come la Famous Players e la World Film Company. Nel 1926, il regista ritornò nel Regno Unito.
Morì a Londra nel 1936, all'età di 55 anni.

## Filmografia

### Regista
- The Master Hand (1915)
- The Greater Will (1915)
- The Devil's Toy (1916)
- The Supreme Sacrifice (1916)
- His Brother's Wife (1916)
- Miss Petticoats (1916)
- The Gilded Cage (1916)
- Bought and Paid For (1916)
- A Square Deal (1917)
- The Social Leper (1917)
- The Page Mystery (1917)
- The Stolen Paradise (1917)
- The Price of Pride (1917)
- Fiamme sul mare (Souls Adrift) (1917)
- The Little Duchess (1917)
- The Burglar (1917)
- Adventures of Carol (1917)
- The Volunteer  (1917)
- The Gates of Gladness (1918)
- Wanted: A Mother (1918)
- The Oldest Law (1918)
- Stolen Orders, co-regia di George Kelson (1918)
- The Cabaret (1918)
- Little Women (1918)
- Bolshevism on Trial (1919)
- The Great Shadow (1920)
- The Cost (1920)
- Guilty of Love (1920)
- Half an Hour (1920)
- A Romantic Adventuress (1920)
- Carnival (1921) (con il nome Harley Knowles)
- La ragazza di Boemia (The Bohemian Girl) (1922)
- Lew Tyler's Wives (1926)
- Oh, Baby! (1926)
- Land of Hope and Glory (1927)
- The Rising Generation (1928)
- The White Sheik (1928)

### Sceneggiatore
- The Master Hand, regia di Harley Knoles (1915)
- The Greater Will, regia di Harley Knoles (1915)
- His Brother's Wife, regia di Harley Knoles (1916)
- Miss Petticoats, regia di Harley Knoles (1916)
- La ragazza di Boemia (The Bohemian Girl) (1922)

### Produttore
- Carnival (con il nome Harley Knowles) (1931)
- Irish Hearts (con il nome Harley Knowles) (1934)

### Attore
- Cleopatra, regia di Charles L. Gaskill (1912)
- Shore Acres, regia di John H. Pratt (1914)

### Film o documentari dove appare Knoles
- The Volunteer, regia di Harley Knoles - cameo (1917)